# Etymologia nazwy Polska

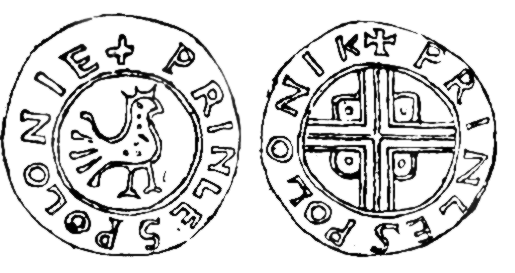
Denar Princes Polonie z XI w. z łacińskim określeniem Polski bity przez mennicę książęcą Bolesława Chrobrego.

Pochodzenie nazwy Polska nie jest jednoznaczne.

## Gramatyka

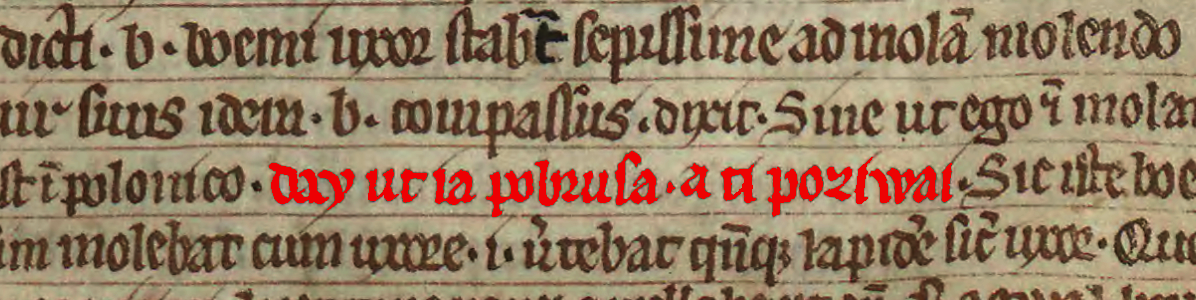
Najstarsze zdanie zapisane w 1270 roku w języku polskim w łacińskiej Księdze henrykowskiej – Hoc est in polonico: Day, ut ia pobrusa, a ti poziwai.

Gramatycznie nazwa Polska wywodzi się od nazwy pola – otwartej przestrzeni znajdującej się na danym terytorium. Składa się z dwóch części: nazwy „Pol” – „pole” oznaczającej otwartą przestrzeń lub uprawne pole oraz przyrostkowego formantu przymiotnikowego „-ska”. Nazwa „Polska” to gramatycznie przymiotnik utworzony od rzeczownika „pole” za pomocą przyrostka „-sk”, który jest formantem przymiotnikowym, kontynuantem z języka prasłowiańskiego -ьskъ- określającym przynależność do czegoś.
Pierwotna forma „-sk” jest bezosobowa jednak występują jej odmiany rodzajowe – rodzaju nijakiego „-sko”, męskiego „-ski” oraz żeńskiego „-ska”. Dodawane jako końcówka rzeczowników tworzą w języku polskim przymiotniki czyli słowa określające przymioty oraz cechy przedmiotów, pojęć oraz zjawisk np. „modelar-ski”, „zielar-ski”, „lniar-ski”. Słowo „niebieski” w XIV wieku oznaczało „przynależny do nieba” zanim stało się również nazwą koloru niebieskiego. Formant ten jest również charakterystyczną cechą polskich nazwisk z końcówką „-ski” jak np. „Tarnowski”, „Zamojski”, „Sobieski”, „Leszczyński” czyli osób wywodzących się z Tarnowa, Zamościa, Sobieszyna, Leszna.
W nazewnictwie polskim oraz ogólnosłowiańskim jest to również formant produktywny dla nazw topograficznych i dzierżawczych, stanowiąc charakterystyczną cechę polskich geograficznych nazw miejscowych i przestrzennych. Oboczności tego formantu jak „-sk”, „-sko”, „-ck”, „-cko” oraz „-zk”, „-zko” charakterystyczne są dla bardzo dawnych nazw miejscowych nadawanych miejscowościom na terenie Polski, jak ok. 1000 roku – „Gdańsk”, a także „Bużesk”, „Łańsk”, „Płońsk”, „Płock”, „Wąchock”, „Rajsko”, „Bielsko”, „Kłodzko”, „Radomsko”, „Sławsko”, „Słupsk” itp.
Analogiczne nazwy z końcówką -sk występują także w innych rodzimych nazwach krajów słowiańskich np. w czeskiej i słowackiej nazwie „Czech” i „Słowacji” – „Česko”, „Slovensko” oraz w nazwie „Chorwacji” – „Hrvatska”.
Do wieku XIX funkcjonowała także archaiczna odmiana nazwy Polska według wzorów deklinacji rzeczownikowej „w Polszcze” zamiast „w Polsce”. Jest to wynik procesu językowego, który nastąpił w wyniku wymiany prasłowiańskiej grupy „-sk” na „-sc”.

## Źródła

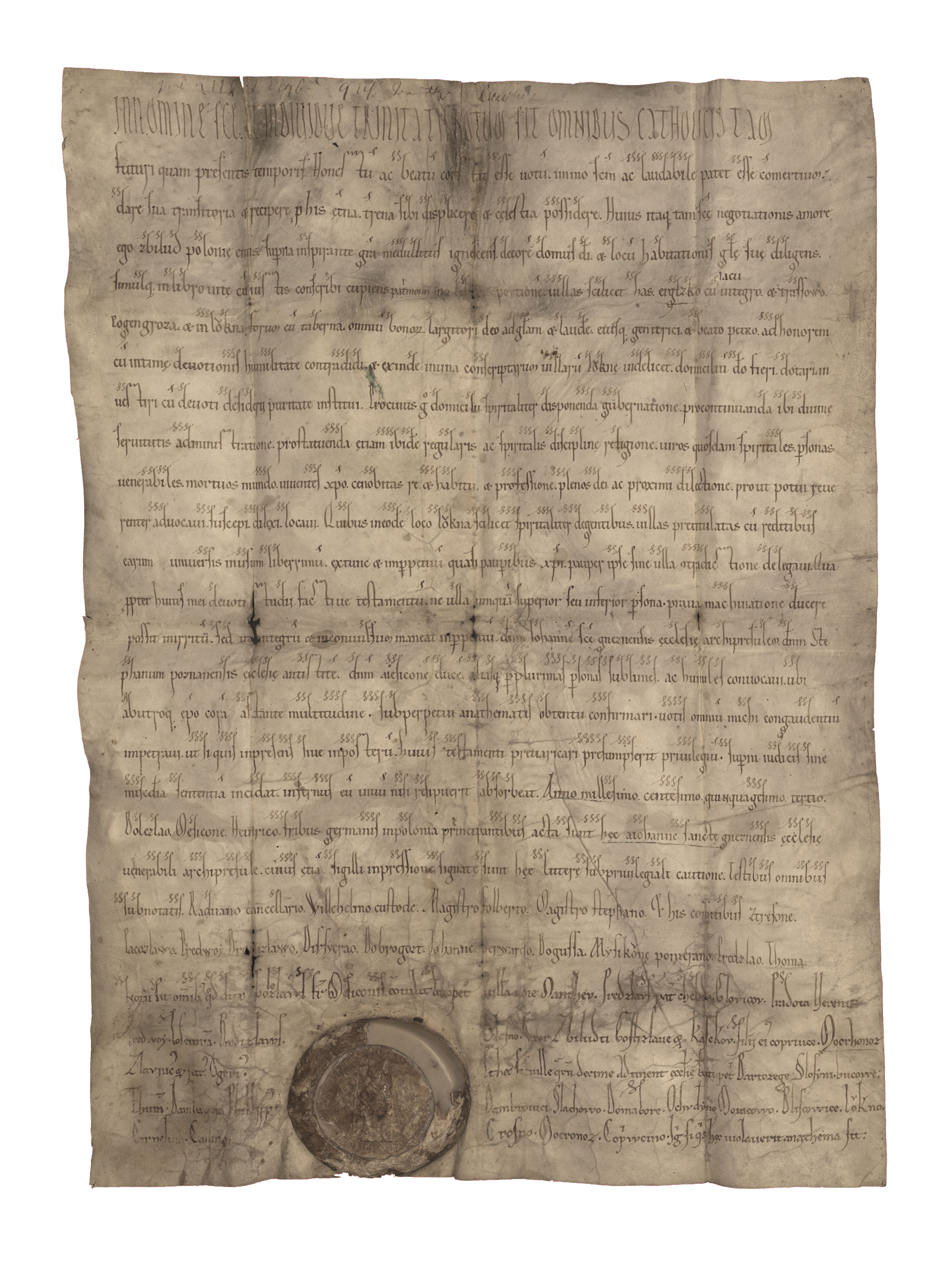
Dokument z 1154 notujący, że Zbilut (z rodu Pałuków) obywatel Polski (“Poloniae civis”) zakłada klasztor cystersów w Łeknie.

Nazwa Polski zanotowana została w wielu źródłach średniowiecznych spisanych po łacinie i występuje w annałach, dziełach geograficznych, żywotach świętych oraz wielu kronikach z gatunku gesta opisujących historie poszczególnych europejskich państw, narodów i władców. Polska od 1000 roku wymieniona jest również w wielu listach, dokumentach oraz bullach papieskich wydawanych przez papieży w Rzymie zarchiwizowanych w tzw. Elementa ad Fontium Editiones, które zredagowane zostały przez Stanisława Kurasia i Irenę Sułkowską-Kurasiową oraz opublikowane w siedmiu tomach w latach 1982–2006 pod nazwą Bullarium Poloniae .
Nazwa Polski pojawia się także w wielu średniowiecznych dokumentach spisanych po łacinie takich jak roczniki, akty lokacyjne, prawne i erekcyjne, nadania przywilejów, noty i listy dyplomatyczne. Opublikowane zostały one w wielu zbiorach, z których najbardziej istotne dla historiografii polskiej są Monumenta Germaniae Historica wydawane od 1826 początkowo pod redakcją Georga Pertza oraz Monumenta Poloniae Historica wydawane w latach 1864–1893 we Lwowie pod redakcją Augusta Bielowskiego.
Kolejną grupę źródeł stanowią regionalne źródła dokumentów historycznych dotyczących różnych regionów obecnej Polski jak Kodeks dyplomatyczny Wielkopolski, Kodeks dyplomatyczny klasztoru tynieckiego czy Dokumenty Kujawskie i Mazowieckie.
Osobną grupę źródeł, w których wymienione są tereny Polski, zamieszkane przez Słowian stanowią dzieła geograficzne spisywane po persku oraz arabsku przez podróżników, oraz kupców arabskich, które zostały zebrane w serii materiałów pt. Źródła arabskie do dziejów Słowiańszczyzny przetłumaczone przez Tadeusza Lewickiego oraz wydane w czterech tomach w latach 1956–1988 przez Polską Akademię Nauk.

### Pierwsze użycie słowa „Polska”

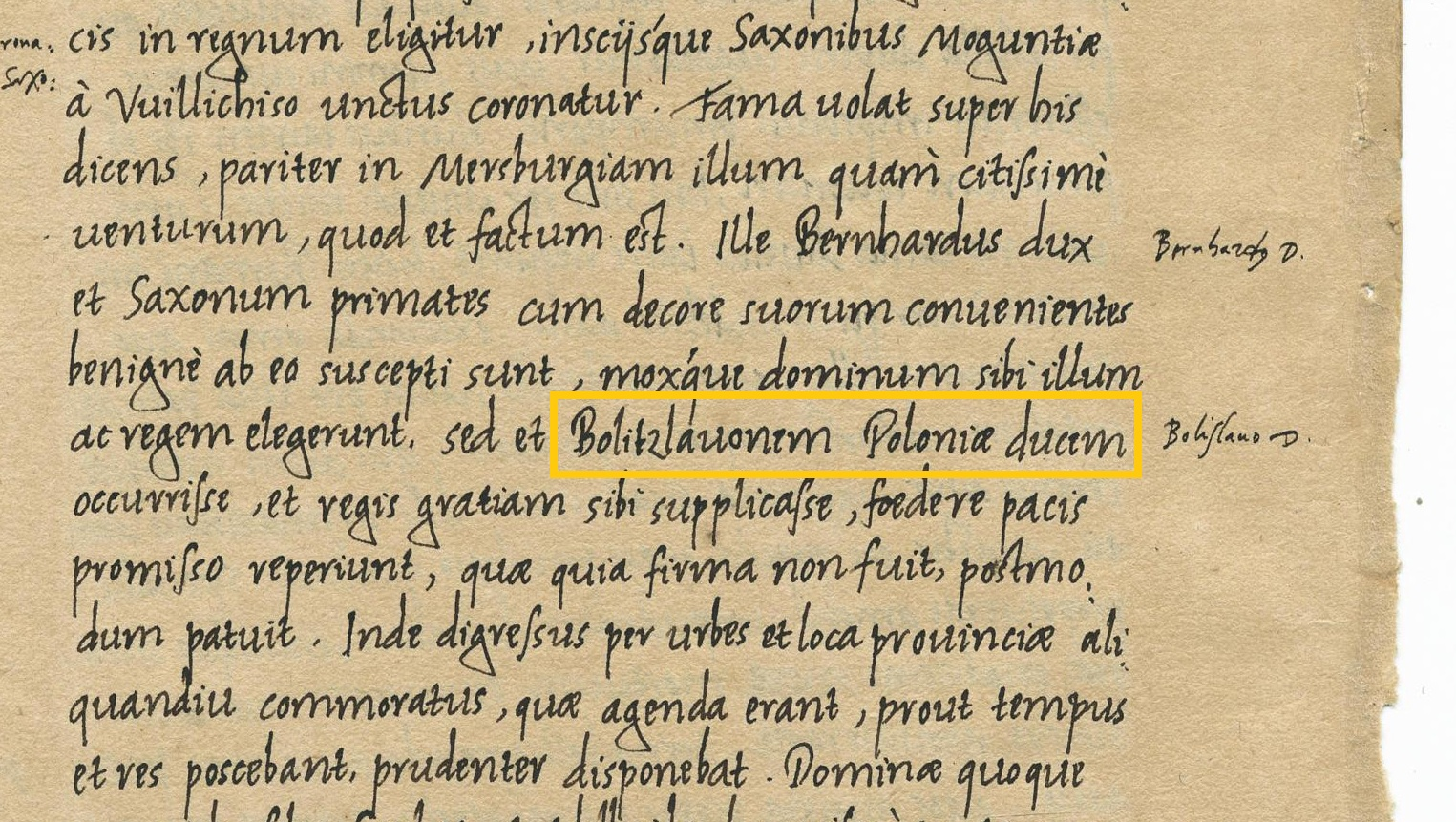
Nazwa Polonia w XI wiecznych Annales Quedlinburgenses w odpisie z 1550 roku.

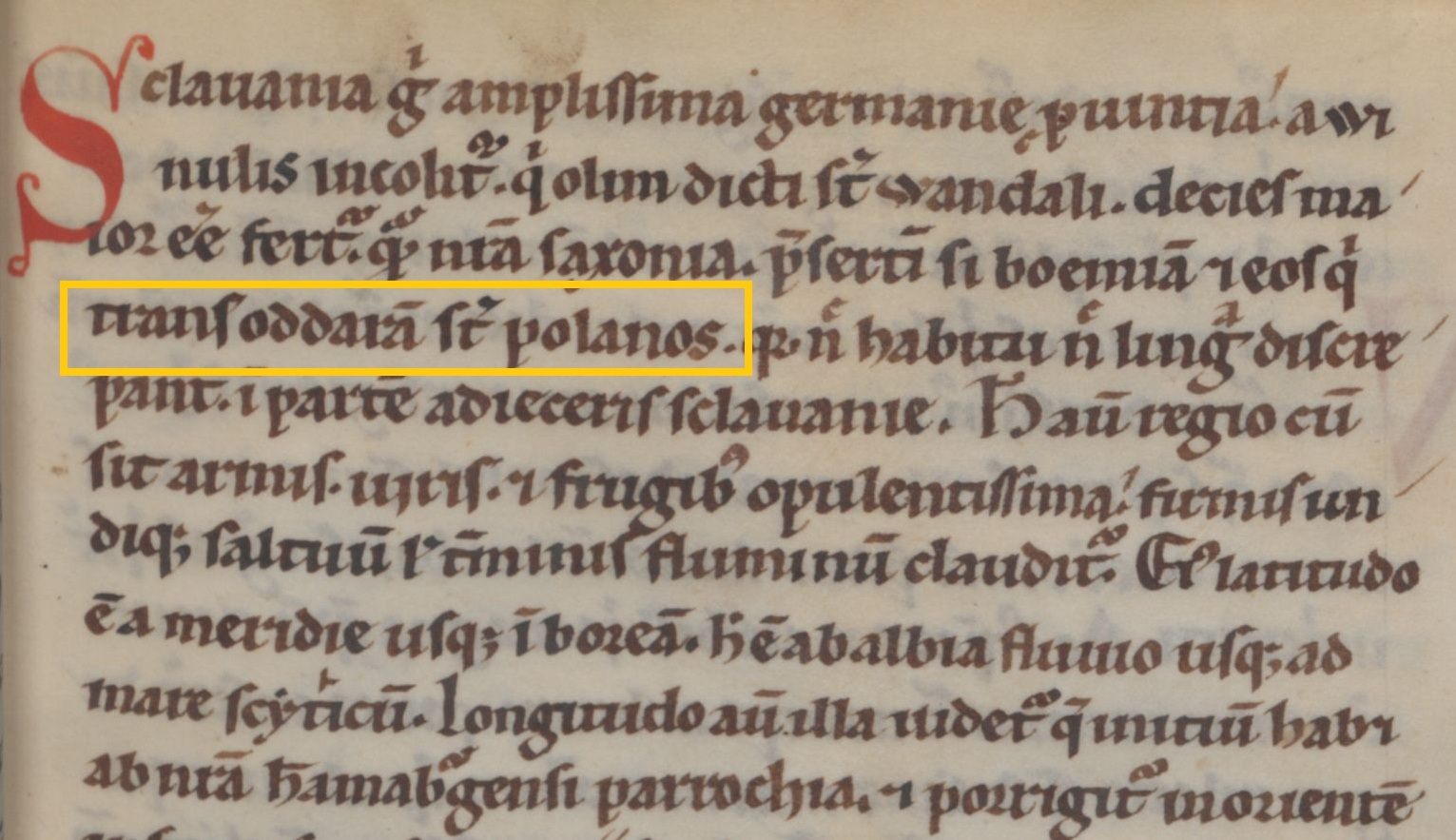
Fragment XI wiecznego „Gesta Hammaburgensis ecclesiae pontificum” Adama z Bremy wymieniający Polan żyjących wzdłuż Odry „trans Oddaram sunt Polanos”.

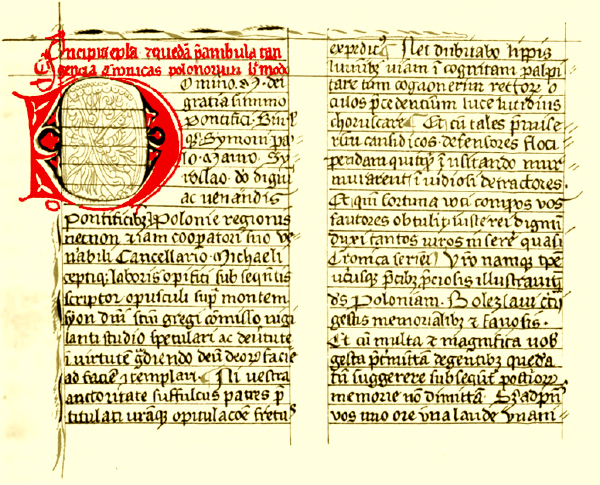
Początek Kroniki Galla Anonima z łacińską nazwą „Polonie” w Rękopisie Zamoyskich odpis z XIV wieku.

Nazwa Polski jako krainy pojawia się po raz pierwszy w języku łacińskim zanim jeszcze skodyfikowany został język polski. W średniowiecznych źródłach spisanych po łacinie zachowało się wiele wzmianek zawierających nazwę kraju Polska w zlatynizowanych formach Polania, Palania, Polenia, Bulania i innych:

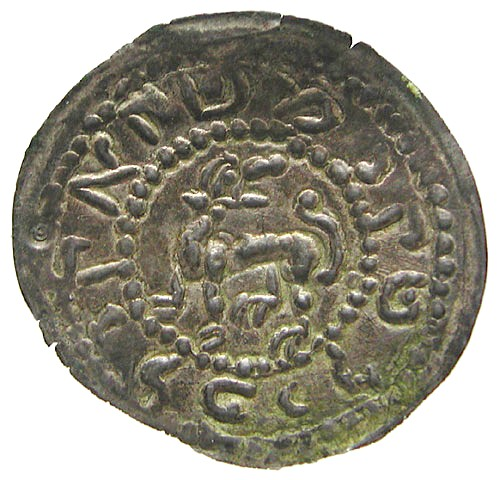
Brakteat Mieszka III Starego z napisem mšk⊃ krl plsk.

- W latach 997–1003 jedna z pierwszych wzmianek o Polsce wyszła spod pióra Jana Canapariusa, opata rzymskiego klasztoru św. Bonifacego i Aleksego, wspominająca o Sobiesławie (Sobieborze) Sławnikowicu, który zbrojnie wyruszył „cum Bolizlauo Palaniorum duce” (pol. „z Bolesławem księciem polskim”) zamieszczona w Żywocie pierwszym św. Wojciecha[9][10].
- W 1001 r. jedna ze zwrotek tzw. sekwencji św. Wojciecha liście hymnów spisanej w Reichanau głosi, że: „Polania ergo tanti sepeliens floret martyryii pignora”[11].
- W 1003 roku nazwę Polska notują łacińskie annały Annales Hildesheimenses (będące częścią Dziejów Sasów). Czynią to we fragmencie „Heinricus Berthaldi comitis filius, et Bruno frater regis, et ambo Bolizavones, Polianicus vide licet ac Boemicus, a rege infideliter maiestatis rei deficient.” czyli w tłumaczeniu „Henryk, syn Bertholda i Bruno brat króla i obu Bolesławów polski i czeski są w kręgu przyjaciół cesarza.”[12] .
- Spisane w latach 1008–1030 Roczniki Kwedlinburskie notują wielokrotnie Polskę. Opisując wojnę polsko-niemiecką od roku 1002 wymieniają Bolesława Chrobrego we fragmentach: „Bolizlauonem Poloniae ducem”, „Bolitzlauus Polinensis” oraz „Bolitzlauua dux Poloniae” wymieniają także nazwę kraju „Polonia”, „Poloniam Sclauonia”[13] .
- W latach 1012–1018 łacińskie nazwy Polski wielokrotnie zamieścił w swojej kronice Thietmari merseburgiensis episcopi chronicon biskup merseburski oraz kronikarz Thietmar[14]. Uczynił to zarówno w odniesieniu do polskich władców jak Mieszko I – „Miseconis Poleniorum”[15] oraz Bolesław Chrobry we fragmencie „Bolizlavus Poleniorum”[16] jak również wobec kraju Polenia[17] oraz ludności zamieszkującej Polskę – Poleni, Polenii[18].
- W 1046 roku szwabski kronikarz Wipo w kronice Gesta Chuonradi II Imperatoris (pol. Chwalebne czyny cesarza Konrada II) opisując Bolesława Chrobrego notuje „Bolizlaus Sclavigena, dux Bolanorum”[19][20] czyli po polsku „Słowianin Bolesław, książę Polaków”[21] .
- Spisane w latach 708–1073 Roczniki altajskie większe (łac. Annales Altahenses maiorum) obok innych słowiańskich władców wymieniły także jako księcia polskiego Kazimierza I Odnowiciela pod określeniem „Kazmir Bolaniorum” w roku 1046[22] .
- W liście z 1074 roku księcia czeskiego Wratysława II adresowanym do Bolesława Śmiałego nadawca tytułuje adresata tytułem „Glorioso Boloniorum regi Boleslao”[23].
- W liście z 1075 roku papieża Grzegorza VII adresowanym do Bolesława Śmiałego nadawca tytułuje adresata tytułem „Boleslao duci Polonorum”[24].
- W latach 1075–1080 Adam z Bremy, niemiecki kronikarz i geograf, wymienia Polan w historycznym traktacie „Gesta Hammaburgensis ecclesiae pontificum”, gdzie za strefę graniczną pomiędzy Słowianami połabskimi z plemion wieleckich oraz lucickich a Pomorzanami i Polanami uznaje rzekę Odrę. Według jego relacji ziemia Polan graniczy z ziemiami pomorskimi, pruskimi, czeskimi i rozciąga się aż po granice państwa ruskiego: „Trans Oddoram fluvium primi habitant Pomerani, deinde Polani, qui a latere habent hinc Pruzzos, inde Behemos, ab oriente Ruzzos”[25][26]. W tekście wymienia również kilkukrotnie Polskę w różnych odmianach „Polonia”, „rege Polanorum Bolizlao” itp.[27]
- W roku 1154 arabski geograf Al-Idrisi zamieścił w Księdze Rogera również informacje o Polsce, którą nazwał „Buluniia”, wymieniając jej ważniejsze miasta, m.in. Kraków, Gniezno, Wrocław, Sieradz, Łęczycę oraz Santok[28]:

„Co się tyczy ziemi B(u)luniia, która jest krajem wiedzy i mędrców rumijskich (ar-Rum), wspomnieliśmy ją już poprzednio. Jest to kraj o pięknej ziemi, urodzajny, obfitujący w źródła i w rzeki, o ciągnących się bez przerwy prowincjach i dużych miastach, bogaty we wsie i domostwa... Posiada on winnice, oliwki i mnogie drzewa różnych gatunków owoców. Do miast jego należą: Ikraku, G(i)nazna, -r(a)t(i)-slaba, S(i)rad(i)ja, N(u)grada, S(i)tnu Wszystkie one są sławnymi stolicami i silnymi centrami, w których zebrane są dostatki rozmaitych krajów. Prócz tego zażywają one szacunku, ponieważ przebywają w nich uczeni wykształceni w dziedzinach nauk i zaznajomieni ze swymi zawodami. Co się tyczy miasta (I)kraku, miasta G(i)nazna i reszty jej (Bulunji) wspomnianych miast, są to miejscowości o blisko siebie stojących budowlach... Ze wszystkich stron otaczają ją góry ciągnące się nieprzerwanie i oddzielające ją od kraju S(a)sun(i)ja (Saksonia), kraju B(u)amija (Bohemia – Czechy) i kraju ar-Rusija (Ruś). – Al-Idrisi (1100–1166) – Księga Rogera.

Nazwa występuje również w źródłach spisanych po łacinie na terenie Polski:
- Za najwcześniejszy lokalny zabytek z nazwą Polski napisaną po łacinie uznaje się wybity w okresie rządów Bolesława Chrobrego w latach 992–1025 przez mennicę książęcą Denar Princes Polonie[1][2].
- Łacińskie określenie Polski zapisane zostało w średniowiecznym utworze Żywot Pięciu Braci Męczenników[32] autorstwa Brunona z Kwerfurtu. Gościł on na przełomie 1005 i 1006 roku na dworze Bolesława Chrobrego i z imienia wymienia swojego gospodarza we fragmencie „(...) ignotae linguae Polanorum, invento serniore cui nomen Bolizlao”[33]. Używa on również łacińskiego określenia „terra Polonia”, „Polanicis terris” wobec całości ziem znajdujących się pod jego władaniem[34]. Brunon w kolejnym swoim utworze zatytułowanym Żywot św. Wojciecha notuje również dwukrotnie Polskę we fragmencie poświęconym Bolesławowi Chrobremu – '„ducem Polanorum Bolizlavum” oraz państwa pod jego panowaniem „De terra Polanorum”[35].
- Łacińską nazwę Polski – „Polonia” zawiera najstarsza pisana sekwencja powstała na ziemiach polskich, która została napisana przez anonimowego autora po 1090 roku we fragmencie „Hac festa die tota Gratuletur Polonia”[36].
- W latach 1112–1116 Kronika polska spisana przez Galla Anonima wymienia ją w tytule Cronicae et gesta ducum sive principum Polonorum[37].
- W 1136 nazwę Polski jako „Poloniorum regio” (pol. kraj Polaków) odnotowuje także spisana po łacinie tzw. Bulla gnieźnieńska uznawana za pierwszy zabytek mowy polskiej[38]. Pośród listy ponad 400 nazw w języku polskim, tj. prowincji, grodów, wsi wymienionych w łacińskiej bulli papieża Innocentego II, jest także fraza „Mesco dux Poloniae baptisatur” odnotowująca pod rokiem (966) chrzest Mieszka I[38][39].
- Za pierwszą wzmiankę o Polsce (w tym dosłownym brzmieniu) uchodzą monety Mieszka Starego (1173~1202) wybite przez Żydów zawiadujących mennicą w Kaliszu, którzy posłużyli się literami hebrajskimi w języku knaan. Napis משקא קרל פלסק – mšk⊃ krl plsk na brakteatach transliterowany jest na mszka krol polski[40]

Według Krystyny Długosz-Kurczabowej ziemie Polan od XIV wieku nazywano Staropolską, a później Wielkopolską, a dla kontrastu ziemie południowe – Małopolską. Witold Mańczak, analizując występowanie w polskiej toponomastyce od najdawniejszych czasów określeń magnus i maior, i wobec tego, że w 99% wypadków występowania w nazwach miejscowych znaczyły one po prostu „wielki”, prawdopodobieństwo, że Polonia maior oznaczała „Starą Polskę” zredukował do minimum (gdyby tak było to Wielkopolska nazywałaby się najprawdopodobniej Polonia antiqua lub Polonia vetus). W średniowieczu Wielkopolska obiektywnie przewyższała zarówno obszarem, ale przede wszystkim liczbą ludności, każdą z pozostałych dzielnic.

## Źródłosłów
Istnieją dwie wersje na temat tego jakie słowo jest źródłosłowem nazwy „Polska”. Według jednej z nich nazwa wywodzi się od „pola” – nazwy mającej w języku polskim zarówno znaczenie przestrzenne, jak też rolnicze. Druga z nich za źródło upatruje nazwę słowiańskiego plemienia „Polan”, którego nazwa również wywodzi się od wcześniej przytoczonej nazwy „pole”.

### Polanie

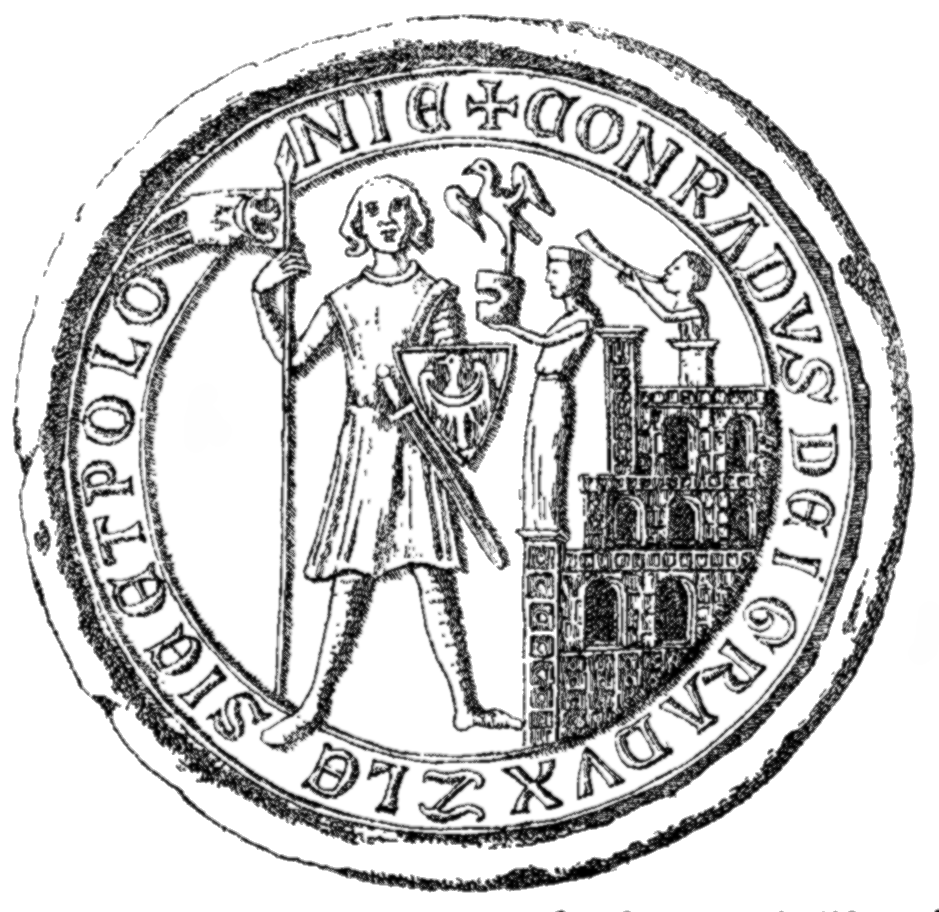
Pieczęć piesza Konrada I głogowskiego z 1253 z łacińskim napisem „Conradus Dei Gracia Dux Zlesie et Polonie”.

Według jednej z teorii nazwa ta wywodzi się od plemienia Polan, zamieszkującego tereny obecnej Wielkopolski. Słowo Polanie zaś przeważnie wywodzone jest od słowa pole, w związku albo z rolnictwem jako głównym zajęciem plemienia, albo zamieszkiwaniem przez nich równinnych terenów (w odróżnieniu od innych plemion, np. Wiślan czy Mazowszan).
Niektórzy historycy (np. Przemysław Urbańczyk i Zofia Hilczer-Kurnatowska) kwestionują samo istnienie Polan, którzy w źródłach piśmienniczych pojawiają się dopiero w XII wieku w spisanej przez Nestora (który często wymyślał nazwy etnonimów, od znanych mu choronimów, i te nie występują w żadnych innych źródłach) w roku 1113 kronice „Powieść minionych lat” (Повѣсть времяньныхъ лѣтъ): (ros.) а от тѣхъ Лѧховъ прозвашасѧ Полѧне, Лѧховѣ друзии – Лютицѣ, инии Мазовшане, а нии Поморѧне (od tych Lęchów przezwali się jedni Polanami, drudzy Lęchowie Lutycami, inni Mazowszanami, inni Pomorzanami), a w wersji łacińskiej ok. roku 1000 (ale w wersji choronimu, czyli nazwy krainy: Polania, Polonie, czy Bolizlauo Palaniorum duce, Bolizlavonem Poloniae, Bolizlavo Polianicus), wcześniej używana w stosunku do Polski jest nazwa ogólnoetniczna; in Sclaviam, duce Sclavonica Bilizlavone susceptus, in Sclavania, Sclavonia, co mogło powodować mylenie Polski z Czechami, które były określane podobnie (zwłaszcza, że obydwa kraje rządzone były przez Bolesławów). Jednak niezależnie od kontrowersyjnych Polan (Przemysław Urbańczyk zarzuca historykom sprzeczność logiczną: wywodzenie Polan od nazwy kraju, a następnie nazwy kraju od Polan, oraz zadziwiający fakt, że sami „Polanie” zapisaliby własną nazwę z błędem; Polonia, Polonie, Polonus i konsekwentnie przy tym zapisie trwali, podczas gdy obcy autorzy w późniejszych zapisach np. Bruno z Kwerfurtu; Bolezlavo Polanorum duce, terra Polanorum, Polanis z 1005 r., provincia Polanorum, Polianici terra z 1008 r., czy Thietmar; Polenia, Poleni od 1012 r., używaliby nazwy bardziej etymologicznie poprawnej) autorzy ci nie kwestionują, że źródłosłów tkwi w ogólnosłowiańskim wyrazie pole.

Tabula Rogeriana z 1154 roku arabskiego geografa Al-Idrisiiego z opisem kraju Bulaniia wymieniającej miasta: Kraków, Gniezno, Wrocław, Sieradz, Łęczycę oraz Santok.

### Ogólnosłowiańskie „pole”

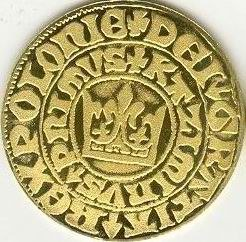
Dei gratia rex Polonie na srebrnym groszu krakowskim wprowadzonym przez Kazimierza III Wielkiego w 1367

Niezależnie od istnienia Polan nazwę Polski wywodzi się od ogólnosłowiańskiego wyrazu pole – oznaczającego pierwotnie równinę zdatną pod uprawę (prasłowiańskie polje, czeskie pole, słowackie pole, ukraińskie поле (połe), białoruskie поле (pole), rosyjskie поле (pole), chorwackie polje, serbskie поље (polje), macedońskie поле (pole), bułgarskie поле (pole), dolnołużyckie pólo).
Jeszcze w XIV wieku przymiotnik polski znaczył tyle co polny: Bóg udziałał niebo i ziemię i wszelką roślinę polską pirzwej niż wyszła na ziemię (Biblia Szaroszpatacka), droga polska – w gwarach dawnej Małopolski wraz z ruskim pograniczem „droga przechodząca przez pole, boczna, nie szosa”. Zresztą taki przymiotnik od pola jest naturalny (porównaj przymiotniki od góry: górny i górski) co można zauważyć w XV-wiecznych nazwach roślin zamiennie nazywanych polskimi lub polnymi np. polny / polski czosnek (Allium oleraceum L.), polna / polska dryjakiew (Scabiosa columbaria L., Centaurea scabiosa L.), polna / polska marchew (Daucus carota L.) itd.
W ten sposób powstała nazwa Polska. Ta etymologia nie jest niczym nowym, to pochodzenie nazwy od „campi plani/równinnych pól” podawał już w swojej Kronice czeskiej do roku 1330, Přibik z Radenina zwany Pulkawą, a zaczerpnął zapewne od Gerwazego z Tilbury, który podawał je w Otia imperialia

Čechův bratr nebo druh jménem Lech, který přišel s ním, přešel pak zasněžené hory, které dělí Čechy a Polsko. A když uviděl převelikou rovinu, táhnoucí se až k mořským břehům, usadil se tam a zalidnil ji svým rodem. Je totiž třeba vědět, že se ve slovanském jazyce campi plani [rovná pole] nazývají pole. A proto se nazývá Polsko, jakoby rovinatá pláň.

(Czecha brat lub druh imieniem Lech, który przyszedł z nim, przekroczył ośnieżone góry, które oddzielają Czechy i Polskę. A kiedy ujrzał wielką równinę, rozciągającą się aż do brzegu morza, osiedlił się tam i zaludnił ją swoją rodziną. Ważne jest, aby wiedzieć, że w językach słowiańskich terminem „campi plani” [równinne pola] nazywa się pola. I stąd się bierze imię Polska, od płaskiej równiny.)

W przeszłości używano łacińskich określeń terra Poloniæ – ziemia Polska lub Regnum Poloniæ – Królestwo Polskie. Nazwa Polska zaczęła być używana w odniesieniu do całego państwa w XI wieku. Formacje tego typu poświadczone są już w IX wieku w tekstach s-c-s np. w Oficjum ku czci św. Metodego np.

Tę ima o(t')če země morawskaa stěną tvr’dą.

### Inne etymologie

#### Etymologie teoretyczne
Uważany za krytyka istnienia Polan Przemysław Urbańczyk podaje dodatkową ewentualną możliwość interpretacyjną, znalezioną w Słowie o pułku Igora:

Zagorodite poliu vorota svoimi ostrymi strelami/Загородите полю ворота своими острыми стрелами
(Zagrodźcie [ludziom] stepu wrota swoimi ostrymi strzałami)

gdzie pole oznacza „ludzi otwartych przestrzeni/stepów”.
W nauce rosyjskiej istnieje też wywodzenie nazwy rodzimych Poljan nie od „pola”, a od określenia związanego z męstwem i wiązania tej nazwy z nazwą etniczną Antów. Historyk rosyjski Lew Gumilow tak tłumaczy ten etnonim:
Słowianie rozprzestrzenili się na północ, gdzie zwano ich Wenedami (słowo to do dziś zachowało się w języku estońskim). Na południu nazywano ich Sklawinami, na wschodzie – Antami. Historyk ukraiński M. Brajczewski ustalił, że greckie słowo „Antowie” znaczy to samo co słowiańskie „Polanie”. Zachowało się słowo rodzaju żeńskiego „polanka” (поляница) w znaczeniu „bohaterka”. Ale słowa „polanie” w analogicznym znaczeniu dziś się nie używa, gdyż wyparło je z użycia tureckie słowo „bagadyr”.

#### Etymologie ludowe
Benedykt Chmielowski w Nowych Atenach z 1745 r. podawał kilka (często wręcz bajkowych) etymologii:
W SARMACJI jako Perła kosztowna wydaje się POLSKIE KRÓLESTWO, z Słowieńskich Narodów najsławniejsze, o którym tu essencyalne tylko rzeczy enarro, żebym nie był, Polskę Ojczyznę swoję opuściwszy censurowany, że jestem foris Lynx, Domi talpa. POLSKA ta nazwała się od Pola, na którym żyć i umierać lubili Polacy; albo też a Polo Arctico, to jest od Północnej gwiazdy ku której, nadało się Królestwo Polskie, jako Hiszpania nazwana Hesperia od gwiazdy zachodniej Hesperus. Innym się zda, że imię to nadano Polakom od Zamku Pole olim na granicach Pomorskich będącego. Inni rozumieją, że od Miasta Kolchickiego Pola, skąd originem prowadził Lechus, Monarcha Polski. Może też być, że Poloni per corruptionem kilku liter ciż są, co i Bulanes Nacja w Sarmacji nad Wisłą, według Ptolemeusza, mieszkając. Jest i to zdanie Autorów, że Polacy niby Polachy, to jest po Lechu potomkowie zwać się powinni, jako dotychczas Lachami nas Ruś zowie. Paprocki zaś ingeniose racjocynuje, że za Mieczysława I Xiążęcia Polskiego, gdy Polacy Wiarę Ś. przyjmowali i wielkiemi do Chrztu Ś. kupami przystępowali, tedy Kapłani z Czechów na to wokowani, kupy od kup distinguendo, pytali się: Czy jesteście polani? id est już ochrzczeni? tedy ci co byli ochrzczeni, odpowiadali: Jesteśmy polani, stąd Polani, czyli Poloni poszło Polakom in nomen gloriosum.
Warto wiedzieć, że „etymologia wodna”, czyli wywodzenie nazwy Polska od polewania wodą podczas chrztu pojawiła się po raz pierwszy w Kronice czeskiej Václava Hájka z Libočan z 1541, a współcześnie wraca do niej historyk niemiecki Johannes Fried w książce Otton III i Bolesław Chrobry

## Inne nazwy Polski
Inne nazwy Polski (Lechia, perskie Lachistan, litewskie Lenkija) i Polaków (tureckie Lehce, ruskie Lach, węgierskie Lengyel) wywodzi się najprawdopodobniej od nazwy plemienia Lędzian (prasłowiańskie *Lęd-jan-e), które, jak się przypuszcza, zamieszkiwało w południowo-wschodniej części dzisiejszej Polski.
Słowo „Polacy” (XV wiek), wcześniej „Polanie” w łacińskiej formie Polani, Poleni, Poloni pojawiło się po raz pierwszy na przełomie X i XI wieku w żywocie starszym św. Wojciecha, prawdopodobnie spisanym w Rzymie między 999 a 1001. Nazwę Polak przez długi czas stosowano tylko do warstw wyższych (szlachta), bez względu na przynależność etniczną.
Pierwszy państwo polskie nazwał Rzecząpospolitą Wincenty Kadłubek (zm. 1223). Słowo rzeczpospolita oznacza rzecz publiczną (wspólną dla wszystkich) lub republikę i jest kalką łacińskiego wyrażenia res publica. Słowo republika, będące bezpośrednim zapożyczeniem, nie jest używane w języku polskim w odniesieniu do Polski. Zgodnie z obowiązującym porządkiem prawnym, jedyną urzędową nazwą kraju jest Rzeczpospolita Polska, a nazwa „Polska” nie pojawia się w żadnym obecnie obowiązującym polskim akcie prawnym. W kontekście poprawności językowej słowo Polska w nazwie oficjalnej jest przymiotnikiem, a nie rzeczownikiem (łac. Respublica Polona, a nie: Respublica Polonia), stąd prawidłowa forma dopełniacza to Rzeczypospolitej (Rzeczpospolitej) Polskiej (a nie: Polski).
Przed XIX wiekiem odmieniano wciąż polska ziemia – polski ziemi – w polszcze ziemi. Potem skrócono nazwę do „polska” i zaczęto przymiotnik traktować jako rzeczownik, a także pisać wielką literą jako nazwę własną.
- węg. Lengyelország, lit. Lenkija, tur. Lehistan (Polska przedrozbiorowa), pers. لهستان (Lahestân), orm. Լեհաստան (Lehastan) – od plemienia Lędzian/Lędziców, to z kolei od staroruskiego lub staropolskiego etnonimu lęděnin i jego zgrubienia lęch, być może od prasłow. *lędo – „pole”. Nazwa Lędzianin w języku ruskim została skrócona do Lach – taka forma upowszechniła się na wschodzie i została przyjęta przez Turków. Z drugiej strony Polacy od czasów Wincentego Kadłubka nazywali siebie Lechitami, wierząc, że pochodzą od legendarnego Lecha.
- łac., wł., hiszp., bask., rum., bretoński Polonia, port. Polónia, Polônia (Braz.) katal. Polònia, gr. Πολωνία (Polonía)
- fr. Pologne
- niem., duń., szw., norw., hol. Polen
- fryzyjski Pollen
- ang. Poland, isl. Pólland
- fiń. Puola, est. Poola
- cz. Polsko, słow. Poľsko
- ros. Польша (Polsza), białorus. Польшча (Polszcza), ukr. Польща (Polszcza), bułg. Полша (Polsza) – według Maksa Vasmera rosyjska nazwa, znana już od XVII wieku, jest zapożyczeniem od form ukraińskiej i białoruskiej, te zaś pochodzą od staropolskiego miejscownika l. pojedynczej w Polszcze od Polska (ta z kolei od Polska ziemia/ *Роlьskа(jа) zemia = pole, ziemia równinna)
- serb.-chorw. Poljska/Пољска, słoweń. Poljska
- łot. Polija
- tur. Polonya (Polska okresu rozbiorów i współczesna)
- arab. بولندا (Bulanda)
- hebr. פולין (Polin), פולניה (Polania)
- jidysz פּױלן (Poyln)
- afr. Pole
- chiń. 波兰 (Bōlán)
- szkocki gaelicki a' Phòlainn
- walijski Gwlad Pwyl
- japoński ポーランド (Pōrando)
- koreański: w Korei Południowej: 폴란드 (Phollandu), w Korei Północnej: 뽈스까 (Ppolsukka)
- wietnamski Ba Lan
- indonezyjski Polandia
- esperanto Polio, Polujo, Pollando